# Jugoslovanska hokejska liga 1975/76
Sezona 1975/76 jugoslovanske hokejske lige je bila triintrideseta sezona jugoslovanskega prvenstva v hokeju na ledu. Naslov jugoslovanskega prvaka so osmič osvojili hokejisti slovenskega kluba HK Olimpija Ljubljana. 

## Končni vrstni red
1. HK Olimpija Ljubljana
2. HK Jesenice
3. KHL Medveščak
4. HK Kranjska Gora
5. HK Partizan Beograd
6. HK Celje
7. HK Spartak Subotica
8. HK Crvena Zvezda
9. HK Triglav Kranj
10. HK Tivoli
11. HK Vardar Skopje
12. HK Vojvodina Novi Sad
13. HK Ina Sisak